# Tahar Ouassou Loudiyi
Tahar Ouassou Loudiyi (1924-1993), dit Tahar Ouassou, est un homme d'État et officier marocain.
En 1955, il fut nommé membre du conseil du trône du Maroc,,, ainsi chargé de constituer le gouvernement marocain.
Par la suite, il fut Gouverneur de Marrakech, Meknès et Oujda.

## Biographie
Tahar Ouassou est né en 1924 à Beni Alahem, au nord-est du Maroc. CaÏd de père en fils, il est le chef des Alahem.
Il connut d'abord une longue carrière d'officier militaire dans l'armée d'Afrique, avant d'être, à l'approche de l'indépendance marocaine, nommé membre du conseil du trône en 1955, aux côtés de Mbarek BekkaÏ, Mohamed El Mokri ainsi que Mohamed Sbihi.
Ce conseil aura nommé le premier gouvernement marocain, avec Fatmi Benslimane comme Premier Ministre.
Il occupera par la suite d'importantes fonctions, telles que gouverneur de Marrakech, Meknès et Oujda.